# Anderida
Anderida är ett släkte av fjärilar. Anderida ingår i familjen mott.
Kladogram enligt Catalogue of Life:
| Anderida | \| \| Anderida placidella \| \| \| \| \| \| Anderida senorella \| \| \| \| \| \| Anderida sonorella \| \| \| \| |
|          | \| \| Anderida placidella \| \| \| \| \| \| Anderida senorella \| \| \| \| \| \| Anderida sonorella \| \| \| \| |
|          | Anderida placidella                                                                                             |
|          | |
|          | Anderida senorella                                                                                              |
|          | |
|          | Anderida sonorella                                                                                              |
|          | |